# Lulu (opéra)
Pour les articles homonymes, voir Lulu.
Représentations notables
- 24 février 1979 : Opéra de Paris (version achevée)
- 2002 : opéra de Zurich (version en 2 actes)

Personnages
- Lulu (soprano léger)
- Doctor Ludwig Schön, Jack (baryton héroïque)
- Le professeur, Schigolch, le commissaire (basse chantante de caractère)
- Alwa (ténor héroïque juvénile)
- Gräfin von Geschwitz (mezzo-soprano dramatique)
- Le dompteur, Rodrigo l'athlète (basse héroïque de caractère bouffe)
- Le peintre, Le nègre (ténor lyrique)
- Le prince, le marquis, le valet (Ténor bouffe)
- Le groom, le lycéen (rôles travestis)

Lulu (prononciation : Loulou) est un opéra dodécaphonique d'Alban Berg, sur un livret du compositeur inspiré de Die Büchse der Pandora (La Boîte de Pandore, 1902) et Erdgeist (L'Esprit de la terre, 1895) de Frank Wedekind, composé entre 1929 et la mort de Berg en 1935.
Il est resté très partiellement inachevé et fut créé sous cette forme en 1937 à l'opéra de Zurich. Il a été achevé en 1979 par Friedrich Cerha pour la version donnée cette année-là à Paris sous la direction de Pierre Boulez, dans une mise en scène de Patrice Chéreau.

## Argument
Pour créer l'histoire, Berg a combiné deux pièces de Frank Wedekind qui avaient été interdites en Allemagne : La Boîte de Pandore (Die Büchse der Pandora) et L'Esprit de la terre (Erdgeist). Lulu décrit l'ascension sociale d'une femme jusqu'au meurtre de celui qu'elle dit avoir le plus aimé, puis sa chute pour devenir finalement prostituée et mourir. Les personnages sont symétriques, et la forme musicale est en arche, basée sur des séries dodécaphoniques. Le centre de l'arche est constitué par la musique de film qui suit la mort de Schön.
L'opéra commence par la présentation de la ménagerie par le dompteur. Chaque animal de la ménagerie est représenté par une série dérivée de la série originelle, qui reviendra comme un leitmotiv wagnérien de l'œuvre, et symbolise un de ses amants. À ses trois premiers amants : le Médecin, le Peintre, le Docteur Schön, correspondent ses trois derniers clients : le Professeur (même motif que pour le Médecin), le Nègre, et Jack l'Éventreur (joués par les mêmes chanteurs). Lulu représente la femme fatale, poussée par les hommes à se comporter en meurtrière. Autour d'elle gravitent, puis meurent des hommes, et même une lesbienne, la comtesse von Geschwitz, qui tombera sous son charme jusqu'à attraper le choléra pour la sauver et souhaitera la lutte pour les droits des femmes avant sa mort.

## Genèse et composition
Berg a assisté à une représentation de La Boîte de Pandore en 1905 dans une production de Karl Kraus mais n'a commencé son opéra qu'en 1929 après avoir terminé son autre opéra, Wozzeck. Son long travail est interrompu par la mort de Manon Gropius, la fille d'Alma Mahler et de Walter Gropius, pour la mémoire de laquelle il compose le Concerto à la mémoire d'un ange pour violon. Le temps passé à la composition du concerto l'empêche donc de terminer Lulu avant sa mort en 1935. L'œuvre est achevée entièrement jusqu'à la mesure 238 de la scène 1 de l'acte III, la fin est restée avec des indications de l'instrumentation. L'opéra est créé le 2 juin 1937 à l'opéra de Zurich dans sa forme inachevée.
L'acte III est créé pour la première fois le 24 février 1979 lors de la représentation à l'Opéra Garnier, sous la direction de Pierre Boulez, avec Jeffrey Tate comme assistant, et dans une mise en scène de Patrice Chéreau, de la version achevée par Friedrich Cerha.

### Suite
Berg a composé en 1934 une Lulu Suite pour orchestre et soprano dans le but de faciliter la diffusion de son opéra.

## Analyse

### Structure de l'œuvre
La structure de Lulu est en miroir : l'ascension sociale de Lulu dans la première moitié se réfléchit dans sa déchéance finale. La clé de voûte est la musique de film centrale qui est un palindrome, avec en son centre les arpèges au piano, ascendants puis descendants :
Dans Lulu, Berg utilise la technique des séries d'Arnold Schoenberg. L'opéra contient plusieurs séries qui sont attachées à des personnages, d'une manière similaire aux leitmotivs de Richard Wagner.
La série originelle, qui est celle de Lulu, est la suivante :
La série d'Alwa s'en déduit en écrivant les notes sur une horloge, puis en faisant le tour de l'horloge en sautant sept notes jusqu'à l'obtention d'une série de douze notes :
ou en transposant :
La série de Schön s'obtient par un procédé plus compliqué : toujours en tournant autour de l'horloge, on fait des sauts d'amplitude 1, 2, 3, 3, 2, 1 et on recommence de même :

## Représentations notables
- Création de 1979[2] (opéra de Paris) : 
  - Direction de Pierre Boulez (assistant : Jeffrey Tate)
  - Mise en scène de Patrice Chéreau
  - Lulu : Teresa Stratas
  - Doctor Ludwig Schön, Jack : Franz Mazura
  - Schigolch : Toni Blankenheim
  - Alwa : Kenneth Riegel
  - Gräfin von Geschwitz : Yvonne Minton
  - Le dompteur, Rodrigo l'athlète : Gerd Nienstedt
  - Le peintre, Le nègre : Robert Tear
  - Le prince, le marquis, le valet : Helmut Pampuch
  - Le groom, le lycéen (rôles travestis) : Hanna Schwarz
  - Le professeur : le nain Roberto
- Version en 2 actes de 2002 (opéra de Zurich) :
  - Direction de Franz Welser-Möst
  - Mise en scène de Sven-Eric Bechtolf
  - Lulu : Laura Aikin (de)
  - Doctor Ludwig Schön, Jack :
  - Schigolch :
  - Alwa :
  - Gräfin von Geschwitz : Cornelia Kallisch
  - Le dompteur, Rodrigo l'athlète :
  - Le peintre, Le nègre :
  - Le prince, le marquis, le valet :
  - Le groom, le lycéen (rôles travestis) :
  - Le professeur :